# Río Bueno (comuna)
Río Bueno es una comuna chilena de la provincia del Ranco, en la Región de Los Ríos, en la zona sur de Chile. Integra junto con las comunas de Futrono, Lago Ranco, Los Lagos, Paillaco, Panguipulli y La Unión el distrito electoral n.º 54 y pertenece a la circunscripción senatorial 16.ª.

## Historia

### Los primeros habitantes
Lugar situado al sur del río Bueno, originariamente habitado por los huilliche (voz indígena que significa: gente del sur). Antes de la llegada de los españoles era una zona muy habitada por los indígenas: se reconocían algunos “levos” centros poblados o parcialidades, como por ejemplo: Piruco, Choncomilla, Contra, etc.

### Presencia española
En 1655 ocurrió la batalla de Río Bueno, conocida como el desastre del Río Bueno, que puso término a las malocas de los soldados españoles, quienes cruzaban el río Bueno para capturar indígenas y venderlos como esclavos. A raíz de esta batalla, donde fueron vencidos los hermanos Salazar, jefes de la maloca y cuñados del gobernador Antonio de Acuña y Cabrera, el rey de España decretó el fin de la esclavitud cobriza mediante la real cédula en 1658. 
El sector vivió en periodo de paz desde la batalla de Río Bueno hasta 1720, cuando el toqui Alcapangui inició un nuevo alzamiento indígena. Entonces el gobernador de Chiloé, Ignacio de la Carrera Iturgoyen, realizó acciones punitivas desde Chiloé sembrando muerte y dolor. Hacia 1750 comenzó en la zona la influencia de la estirpe o linaje de los “ñirres” (zorros) como caciques en ambas bandas del río Bueno, así por ejemplo el cacique de Daglipulli es Calfuñirre (zorro azul), otro será Futañirre (gran zorro). Estos caciques junto a los caciques Queipul y Hueipulanca ejercieron gran influencia entre 1750 y 1820 aproximadamente.

#### La misión Franciscana
En 1774 los españoles estaban interesados en ocupar la otra “banda” del río Bueno. El rey ordena la búsqueda de la legendaria “Ciudad de los Césares”, es así como sale en 1777 una expedición Valdiviana dirigida primero por Ignacio Pinúer y más tarde por Lucas de Molina.
Los intereses de los españoles para llevar a cabo esta misión no eran homogéneos, las motivaciones de esta expedición eran las siguientes:
- El rey quería verificar que no hubiese una ciudad de holandeses ni ingleses, enemigos del imperio Español. (intereses de la Corona española).
- El gobernador de Chile deseaba abrir un paso por tierra de Valdivia a Chiloé (conocido posteriormente como Camino Real) como ruta alternativa en caso de ataque de piratas o corsarios. (Asegurar estos dominio para la corona).”fidelismo”.
- Los vecinos de Valdivia necesitaban estas ricas tierras agrícolas para su ganado. (intereses de los conquistadores españoles y de los valdivianos).
- Los misioneros religiosos franciscanos deseaban fundar una misión en la zona. (intereses de la iglesia y la Corona española, difundir la fe y evangelizar a los indígenas).

Como podemos ver los intereses eran distintos pero el objetivo era uno solo; conquistar las tierras del sur de río Bueno. El Real situado que llegaba del Perú una vez al año era el aliciente para ensanchar el área de influencias de la plaza de abastos de Valdivia. A consecuencia de esta aventura en busca de la mítica ciudad que por cierto no se encontró, se produce el primer asentamiento de españoles al sur del río Bueno, es así como se funda a principios de 1778 la Misión “San Pablo apóstol" de Río Bueno. Los primeros misioneros fueron los religiosos de la orden Franciscana: Antonio Castellanos y Francisco Javier Alday, los terrenos para la misión fueron cedidos a los religiosos por una junta de caciques integrada entre otros por Paillallau y Queipul y comprendía los terrenos ubicados al sur de la actual avenida Arturo Prat de Río Bueno y los ríos Contra y Bueno respectivamente más terrenos en Contra Coronel al otro lado del río Contra.
La Misión San Pablo Apóstol de Río Bueno se erigió en el lugar que hoy ocupa la iglesia parroquial, la entrada principal estaba hacia el poniente lugar a donde convergían caminos y senderos de las parcialidades indígenas de la zona. Muy cerca de la misión al final de las actuales calles San Martín y Lynch por avenida Arturo Prat se levantó el fuerte “Purísima concepción” el que fue desmantelado pocos años después ha pedido de los propios misioneros por considerar estos, que los abusos de los soldados con los indígenas entorpecían su labor evangelizadora.

#### El fuerte San José de Alcudia
El 23 de septiembre de 1792 se produce el alzamiento Huilliche de Río Bueno capitaneado por Queipul y Futañirre, los indígenas queman la misión, el fuerte y varias haciendas; asesinan al misionero Antonio Cuzco, al correo real Carlos Mole, a cinco españoles más; y raptan dos mujeres blancas y varios niños. Los españoles de la plaza de Valdivia temiendo un alzamiento general, inician una violenta acción punitiva al mando del capitán Tomás de Figueroa, quien mediante una sangrienta represión sofoca el alzamiento indígena. El cacique Queipul huye atravesando la cordillera para llegar hasta la capital de la Capitanía General de Chile a pedir la paz al gobernador colonial Ambrosio O'Higgins, el cual lo perdona y nombra gobernador alcalde de los naturales del sur, con un sueldo anual y un bastón de mando. 
La misión fue repuesta en el año 1793, fecha que coincide con la reconstrucción del fuerte español con el nombre de “San José de Alcudia” en honor a Manuel Godoy, duque de Alcudia, y ministro de hacienda del rey Carlos IV de España.
Los trabajos de construcción del fuerte San José de Alcudia estuvieron a cargo del ingeniero militar de los reales ejércitos de su majestad, capitán Manuel Olaguer Feliú, el que fue auxiliado por cuarenta presidiarios, indígenas de esta reducción, la obra se levantó en piedra cancagua, material extraído del sector la cantera, este fuerte se ubicó en un barranco a la orilla del río y 500 metros más al oriente del anterior, el año 1795 este fuerte era ocupado por 40 soldados y un comandante.
El año 1796 coincide con la repoblación de Osorno y el intento de creación de la villa de San José de Alcudia. Ese año visitó el fuerte el Tomás O'Higgins, sobrino de Ambrosio O'Higgins, quien con la ayuda del alarife Julián Pinuer traza las calles y reparte sitios para fundar el primer y único pueblo de indios en el sur, la iniciativa no prosperó porque al retirarse el sobrino del virrey, los indios se volvieron a las montañas llevándose consigo los regalos y obsequios recibidos.
Con la refundación de la misión, los franciscanos intensificaron su acción evangelizadora entre los indígenas, además se levantar otras misiones al sur del río Bueno como la de Quilacahuín y Cuyunco.

### El mestizaje y el nacimiento de la villa
Entre 1812 y 1820 es posible observar en los libros de matrimonios de la misión, los casamientos de los soldados del fuerte con las indias del lugar, esto se explica por el desarrollo de la guerra de la independencia, en todo caso estos soldados permanecieron en el lugar y dieron origen a un temprano mestizaje y por cierto a la población hispano-mestiza que aglutinó alrededor del fuerte y dieron origen a la villa de Río Bueno de lento y sostenido crecimiento hasta 1840.
El periodo del proceso independentista se vivió en la zona con posterioridad a 1818 como consecuencia del proceso de la Toma de Valdivia. En efecto durante 1819 el militar francés Jorge Beauchef dirige las campañas que terminan con el dominio Español en Río Bueno y los llanos, recibe la ayuda en caballos y víveres de parte de los hacendados, tal es el caso de Ventura Vergara, quién se incorpora a las campañas del ejército patriota y los provee de caballos, hombres y víveres. El año 1820 el coronel Ramón Picarte, ordena a los religiosos que asisten las distintas misiones franciscanas que utilicen la palabra “Chileno” en lugar de los términos español, mestizo e indio. El paso del ejército patriota hacia Chiloé, fue aprovechado por Beauchef para realizar algunos nombramientos de autoridades militares en los llanos con el objeto de organizar el orden republicano. 
El año 1827 se procede a la creación de la provincia de Valdivia y Río bueno alcanza la categoría de subdelegación, dependiente del departamento de la Unión. Por el año 1840 extraoficialmente se denomina: villa, así lo atestigua la documentación oficial que crea la escuela de Río Bueno en 1842.

### La colonización alemana
En 1846 se produjo el primer intento de colonización alemana, con el arribo de casi una decena de colonos que habían cruzado el océano en el “Catalina”.
La población de la villa de Río bueno se había circunscrito a varias manzanas alrededor del antiguo fortín Español, la población seguía creciendo lentamente, pero alrededor de la villa, en el sector rural se daba una rica vida de relaciones sociales, ya que la creación de la notaría de la Unión favoreció la constitución de la gran propiedad blanca, por cierto a expensas de la propiedad huilliche, fenómeno que se da en forma paralela al auge del bandolerismo. El año 1849 el último franciscano Fray Amado, abandona la misión, para dar paso a la llegada de misionero capuchinos italianos. Los franciscanos abandonan los llanos de Río Bueno después de casi 80 años de fructífera labor evangelizadora y educacional, tanto es así que hasta el día de hoy la palabra misión sigue siendo sinónimo de escuela. El año 1857 se crea la escuela mixta y tres años más tarde visita Río Bueno el aventurero alemán Paul Treutler, quien describe la villa de Río Bueno y manifiesta que en ella habitan cerca de 600 habitantes, en su obra:”andanzas de un alemán en Chile” cuenta que ya se había instalado un comerciante alemán en la villa su nombre: Justus Machmar este se habría establecido hacia 1857 aproximadamente. El primer cementerio de Río bueno se levantó en los terrenos que actualmente ocupa el hospital, hacia 1840 se establece el cementerio católico y en 1871 el cementerio para “Disidentes”, es decir para no católicos.
El año 1871 se levanta la escuela alemana la que funciona por casi 94 años, siendo Don Carlos Thomas uno de sus educadores de más prestigio.
Hacia 1888 aproximadamente se instala en Río Bueno la hermana terciaria franciscana Carmen Goycolea con un colegio para indígenas el que presta funciones hasta 1901, fecha en que llegan las religiosas de la
congregación de la Santa Cruz.

### La prensa periódica y la creación de la Municipalidad
Durante la segunda mitad del siglo XIX se avecindó en Río Bueno el médico alemán Enrique Schwaner quien trajo la primera imprenta.
La que publica el periódico “La voz de Río Bueno“(1888-1894). Al año siguiente se edita el periódico “La Pampa” (1889-1890). Por esta época asoma un tercer periódico: “La Paz” (1891-1894) este periódico es el portavoz de los balmacedistas y era dirigido por una mujer, dato que resulta bastante insólito para la época.
El año 1891 es electa la primera municipalidad pero esta no llegó a instalarse porque la mayoría de los municipales eran partidarios del presidente Balmaceda derrotado durante la revolución que sacudió al país durante dicho año, por la tanto el primer municipio se instala el año 1894, resultando electo como primer alcalde el ciudadano de origen nicaragüense don José María de la Fuente. Por estos años ya funcionaban en el pueblo varias industrias, entre ellas: Aserraderos (Daniel, hott, Barrientos, Adriasola entre otros); Molinos de harina: (Hott, Klagges, Vásquez) y la poderosa industria de cueros de los hermanos Schwencke levantada hacia 1867 a orillas del río.
En 1890 el profesor Juan de Dios Navarro Reyes crea la primera compañía “de aguas” (bomberos) la que dura casi 10 años. Desde el punto de vista sanitario río Bueno es azotado por la peste de viruelas entre 1893 y 1897.

## Geografía

### Geomorfología
La comuna de Río Bueno se encuentra emplazada en las unidades geomorfológicas de Llano central con morrenas y conos, Precordillera morrénica, Cordillera volcánica activa y lagos de barrera morrénica.

### Clima
Presenta según la clasificación climática de Köppen clima de tundra de lluvia invernal (ET (s)), clima mediterráneo frío de lluvia invernal (Csc), clima templado lluvioso (Cfb), clima templado lluvioso con leve sequedad estival (Cfb (s)), clima templado lluvioso frío (Cfc) y clima templado lluvioso frío con leve sequedad estival (Cfc (s)).
Los veranos aquí son cálidos con temperaturas que oscilan entre los 20 °C y los 26 °C llegando a una máxima histórica de 40 °C el 4 de febrero del año 2019. Esta época tiende a ser más seca que el resto del año, rara vez se genera una sequía estival, aunque no es anormal. Los otoños son frescos con temperaturas máximas que oscilan entre los 10 °C y 18 °C y mínimas de 6 °C. Esta época se caracteriza por ser la más lluviosa. Los inviernos son fríos con temperaturas mínimas de 4 °C llegando a una mínima histórica de -12.6 °C en el año 1973. Si bien son frecuentes las temperaturas bajo 0 rara vez de han registrado nevadas. Las primaveras son agradables con  máximas que oscilan entre los 16 °C y los 22 °C y mínimas medias de 8 °C. En esta época bajan notablemente las precipitaciones y son frecuentes los días soleados o parciales. 
| Parámetros climáticos promedio de Río Bueno | Parámetros climáticos promedio de Río Bueno | Parámetros climáticos promedio de Río Bueno | Parámetros climáticos promedio de Río Bueno | Parámetros climáticos promedio de Río Bueno | Parámetros climáticos promedio de Río Bueno | Parámetros climáticos promedio de Río Bueno | Parámetros climáticos promedio de Río Bueno | Parámetros climáticos promedio de Río Bueno | Parámetros climáticos promedio de Río Bueno | Parámetros climáticos promedio de Río Bueno | Parámetros climáticos promedio de Río Bueno | Parámetros climáticos promedio de Río Bueno | Parámetros climáticos promedio de Río Bueno |
| Mes                                         | Ene.                                        | Feb.                                        | Mar.                                        | Abr.                                        | May.                                        | Jun.                                        | Jul.                                        | Ago.                                        | Sep.                                        | Oct.                                        | Nov.                                        | Dic.                                        | Anual                                       |
| ------------------------------------------- | ------------------------------------------- | ------------------------------------------- | ------------------------------------------- | ------------------------------------------- | ------------------------------------------- | ------------------------------------------- | ------------------------------------------- | ------------------------------------------- | ------------------------------------------- | ------------------------------------------- | ------------------------------------------- | ------------------------------------------- | ------------------------------------------- |
| Temp. máx. abs. (°C)                        | 39.5                                        | 42.0                                        | 36.2                                        | 30.0                                        | 24.2                                        | 20.7                                        | 20.2                                        | 21.6                                        | 24.9                                        | 29.6                                        | 32.5                                        | 38.4                                        | 42.0                                        |
| Temp. máx. media (°C)                       | 26.0                                        | 27.8                                        | 23.5                                        | 17.7                                        | 14.2                                        | 8.6                                         | 6.4                                         | 10.7                                        | 15.9                                        | 17.4                                        | 20.0                                        | 24.5                                        | 17.7                                        |
| Temp. media (°C)                            | 19.2                                        | 22.5                                        | 18.1                                        | 12.6                                        | 9.0                                         | 4.8                                         | 2.2                                         | 5.0                                         | 9.8                                         | 10.4                                        | 14.1                                        | 17.6                                        | 12.1                                        |
| Temp. mín. media (°C)                       | 17.2                                        | 20.5                                        | 15.1                                        | 9.2                                         | 3.4                                         | 1.8                                         | -0.6                                        | 1.7                                         | 5.2                                         | 7.1                                         | 14.0                                        | 16.7                                        | 9.3                                         |
| Temp. mín. abs. (°C)                        | 7.5                                         | 5.8                                         | 1.0                                         | -3.5                                        | -5.6                                        | -13.2                                       | -17.0                                       | -12.5                                       | -6.1                                        | -1.8                                        | 3.6                                         | 6.0                                         | -17.0                                       |
| Precipitación total (mm)                    | 82                                          | 88                                          | 48                                          | 70                                          | 136                                         | 200                                         | 204                                         | 192                                         | 79                                          | 55                                          | 38                                          | 79                                          | 1271                                        |
| Días de precipitaciones (≥ 1 mm)            | 8                                           | 7                                           | 6                                           | 10                                          | 15                                          | 15                                          | 15                                          | 14                                          | 10                                          | 7                                           | 6                                           | 5                                           | 118                                         |
| Humedad relativa (%)                        | 68                                          | 70                                          | 65                                          | 73                                          | 87                                          | 89                                          | 88                                          | 84                                          | 73                                          | 65                                          | 61                                          | 69                                          | 74.3                                        |
| [cita requerida]                            |                                             |                                             |                                             |                                             |                                             |                                             |                                             |                                             |                                             |                                             |                                             |                                             |                                             |

### Hidrología
La comuna se halla en la cuenca hidrográfica de río Bueno. Además, la comuna posee diversos cuerpos de agua, entre los que se destacan el lago Puyehue; y río Bonito, río Bueno, río Chaichaiguen, río Chirre, río Contra, río Currileufu, río Cuyaima, río Golgol, río Ignao, río Isla, río Lican, río Maltihue, río Morro, río Muticao, río Pichi Ignao, río Pichichirre, río Pilmaiquen y río Quilihue.
Se encuentra en el valle del río Bueno, que es el desagüe del lago Ranco. El río Bueno es navegable por lanchones. En este lugar los indígenas derrotaron a los españoles mandados por Juan Salazar de Espinosa en 1554. 

## Medio ambiente

Trazado simplificado de los ecosistemas y cuerpos de agua presentes en la comuna de Río Bueno.

### Componentes bióticos
Dentro del territorio de la comuna se pueden hallar los siguientes ecosistemas:
- Bosque caducifolio templado andino donde predominan Nothofagus pumilio y Drimys andina (Vulnerable)
- Bosque caducifolio templado andino donde predominan Nothofagus pumilio y Ribes cucullatum (Preocupación menor)
- Bosque caducifolio templado donde predominan Nothofagus obliqua y Laurelia sempervirens (En peligro)
- Bosque laurifolio templado interior donde predominan Nothofagus dombeyi y Eucryphia cordifolia (Preocupación menor)
- Bosque siempreverde templado andino donde predominan Nothofagus dombeyi y Saxegothaea conspicua (Casi amenazado)
- Matorral bajo templado andino donde predominan Adesmia longipes y Senecio bipontinii (Vulnerable)

### Medidas de protección ambiental y conflictos socioambientales
Hasta 2022, la comuna de Río Bueno cuenta con las siguientes zonas que poseen algún nivel de protección ambiental:
- Bosques Templados Lluviosos (Reserva Biósfera)[10]
- Corredor ribereño Río Bueno (Sitios ERB)[11]
- Parque Nacional Puyehue (Parque Nacional)[12]

## Administración

### Municipalidad
La Municipalidad de Río Bueno para el periodo 2021-2024 es dirigida por la alcaldesa Carolina Andrea Silva Pérez (IND - Chile Vamos) y el concejo municipal conformado por los concejales:
- Daniel Quezada Pérez (Renovación Nacional)
- Luis Roberto Reyes Álvarez (Renovación Nacional)
- Juan Unión Barrientos (Partido Por la Democracia)
- Magin Vance Montecinos Guzmán (Partido Socialista de Chile)
- Miguel Ángel Pérez Vidal (IND - Unidos Por la Dignidad)
- Javier Alejandro Rosas Bobadilla (Partido Demócrata Cristiano)

### Representación parlamentaria
Río Bueno forma parte de la circunscripción senatorial XII y del distrito electoral 24. Es representada en la Cámara de Diputados del Congreso Nacional por los siguientes diputados:
- Gastón Von Muhlenbrock Zamora (Unión Demócrata Independiente)
- Bernardo Berger Fett (IND - RN)
- Marcos Ilabaca Cerda (Partido Socialista de Chile)
- Ana María Bravo Castro (Partido Socialista de Chile)
- Patricio Rosas Barrientos (IND - Convergencia Social)

En el Senado, la representan:
- María José Gatica Bertín (Renovación Nacional)
- Alfonso de Urresti Longton (Partido Socialista de Chile)
- Iván Flores García (Partido Demócrata Cristiano)

## Economía
En 2018, la cantidad de empresas registradas en Río Bueno fue de 549. El Índice de Complejidad Económica (ECI) en el mismo año fue de 0,15, mientras que las actividades económicas con mayor índice de Ventaja Comparativa Revelada (RCA) fueron Cultivo de Raps (860,79), Venta al por Menor de Pescados, Mariscos y Productos Conexos (444,26) y Cría de Ganado Bovino para Producción Lechera (105,25).
El territorio posee un clima húmedo y templado, y suelos fértiles, que han permitido el desarrollo de una agricultura de cereales, frutas, hortalizas y legumbres. También posee ganadería vacuna y fábricas de curtidos, cerveza, licores y harinas. Su posición, a unos 77 km de la ciudad de Valdivia y a 38 km de la ciudad de Osorno por la Ruta 5, ha favorecido su desarrollo.

## Cultura
Existen atractivos dentro del sector urbano y rural en los meses de verano se celebran diferentes acontecimientos 
En el mes de enero se celebra la "Semana ríobuenina" evento donde se presentan diversos artistas locales y Nacionales como cantantes y humoristas durante las noches de verano. para finalizarlo con un show de juegos pirotécnicos además de celebrar la "semana de..." en algunos sectores rurales
Si desea ir a la playa otro gran atractivo es el sector de Mantilhue y Lican en la ribera este del lago Puyehue donde en época estival se recibe visitantes de diferentes puntos de la región (Temporada actual desde el 15 de diciembre al 15 de marzo) para hospedarse hay disponibilidad de zona de campin y cabañas , almacenes y restaurantes. desde Río Bueno la Playa Mantilhue se encuentra distante a más de 50 Kilómetros.

## Lugares de interés
El Fuerte San José de Alcudia (el atractivo principal al llegar a la ciudad) se puede acceder por el final de Calle Camilo Henríquez.

## Transporte
Debido a su cercanía con la Ruta 5 hay dos vías de acceso, la principal es por la Ruta T-71 desde el Cruce Los Tambores.
Con respecto al transporte aéreo, el Aeródromo Rucañanco es un terminal aéreo que se encuentra ubicado dentro del área comunal.

## Deportes
En lo deportivo se caracteriza por la práctica del fútbol, basquetball, pesca de salmones en el río Bueno y de rodeo en los campos.
El equipo de rugby representativo de la comuna corresponde a Potros de Río Bueno Rugby Club.

### Estadio

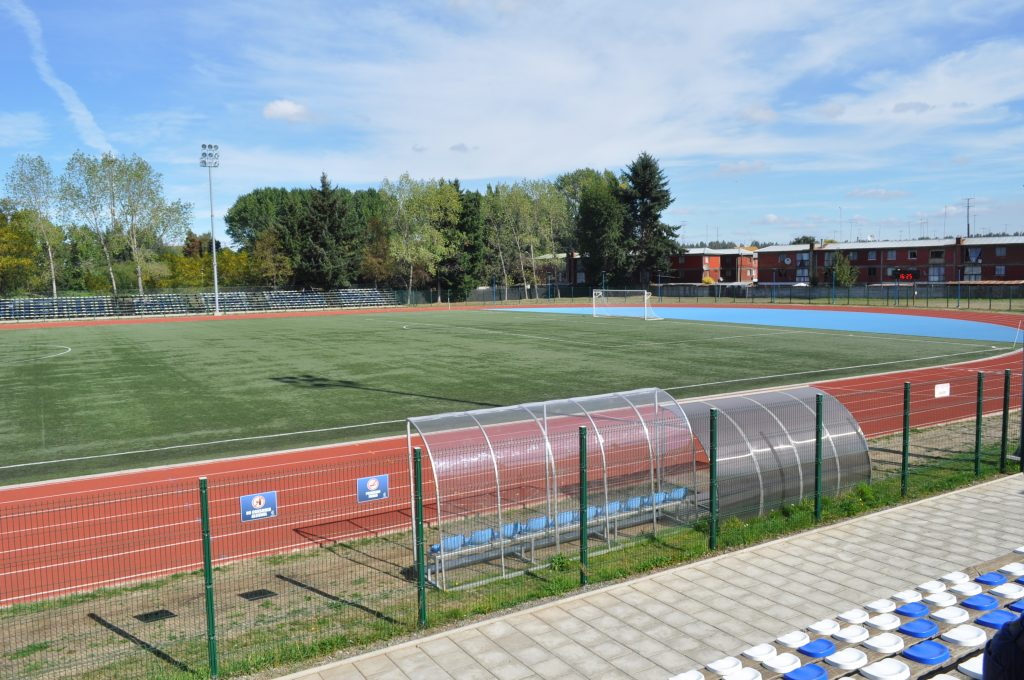
Estadio Municipal Edmundo Larre Bollmann

El Estadio Municipal «Edmundo Larre Bollmann», anteriormente llamado «Estadio Municipal de Río Bueno» es un recinto deportivo ubicado en la comuna homónima, al sur de la Región de Los Ríos. Es propiedad de la Ilustre Municipalidad de Río Bueno y su aforo es de 1 000 espectadores.
El estadio acoge diversas competencias, entre ellas los campeonatos nacionales de tercera división B y segunda división profesional, de la mano de Provincial Ranco de La Unión y Deportes Valdivia.

### Gimnasio
El Gimnasio Fiscal «Juan Arroyo Peña», anteriormente llamado «Gimnasio Fiscal de Río Bueno» es un recinto deportivo ubicado en la comuna homónima, al sur de la Región de Los Ríos. Es propiedad de la Ilustre Municipalidad de Río Bueno.

## Medios de comunicación
Dentro de la comuna se encuentran señales de Radio y Canales de televisión por cable y de cobertura nacional. Así como también Radios locales desde la vecina comuna de La Unión, Paillaco, Lago Ranco y Osorno.
Radio San José de Alcudia. El primer medio de comunicación en AM para Río Bueno , emisora inaugurada en el año 1970 un 30 de abril , este medio se ha mantenido vigente por más de cuatro décadas transformándose en el medio de comunicación más potente de Río Bueno y la región de los ríos , el corte de esta emisora es principalmente noticioso y popular transformándose en líderes informativos , en el año 2012 esta emisora inauguró Canal 5 Televisión San José de Alcudia por la señal de INTRACOM y en conjunto con su señal En línea para radio y televisión www.radiosanjosedealcudia.cl cubre un espectro a nivel provincial , regional , nacional e internacional siendo de esta forma líderes en cobertura en el sur de Chile.
Dentro de las emisoras FM destaca Radio Entre Ríos inaugurada un 22 de agosto del año 1993, una de las primeras de la provincia. Es una emisora de corte misceláneo y noticioso, hasta hoy una de las radios más populares de Río Bueno[cita requerida].
Felina FM es la radio de música clásica. Su programación contiene noticias locales y deportivas.
Rayen nace como una propuesta para aquellos que disfrutan de la música romántica y necesitan de una buena compañía musical, estilo que se mantiene hasta la actualidad mezclando éxitos del ayer y música de todos los géneros. Era la única radio que posee una frecuencia para la apartada localidad de Mantilhue y la comuna de Puyehue.
Nueva Jerusalén , una emisora para la población Evangélica , trae contenidos de música religiosa y cultos de algunas congregaciones locales.
Matices FM , una propuesta distinta , está dirigida para dueñas de casa y mujeres profesionales que quieren recordar su música romántica favorita en aquella época y hacer de su día uno mejor, su parrilla contiene programas misceláneos e informativos durante el día. Además de eso ha sido pionera en la comuna y región en implementar el sistema "RDS (Radio Data System)" en el cual la emisora puede enviar información sobre el clima o noticias a través de equipos que sean compatibles con el sistema.
Radio Origen , una nueva emisora musical nacida el 2014. Te transportará a esa época en que tu canción favorita fue furor. Te entrega la mejor música de los 80's y 90's. Para que tengas una compañía en tu trabajo o en tu hogar. (Actualmente está disponible sólo en el radio urbano).

### Radioemisoras
FM
- 88.7 MHz - Matices FM (250 Watts de potencia)
- 94.1 MHz - Rayén FM (80 Watts de potencia)
- 102.7 MHz - Rayén FM (Mantilhue & Puyehue) 150 Watts
- 103.9 MHz - Felinna (250 Watts de potencia)
- 104.9 MHz - Entre Ríos (Única FM con 1000 Watts de potencia)
- 107.1 MHz - Origen FM (25 Watts de potencia) (Cobertura Ciudadana) (Anteriormente emitía en el 94.7 MHz)

AM
- 1540 kHz - Radio San José de Alcudía (1000 Watts de potencia)

### Televisión por cable
- TV San José de Alcudía, disponible en la señal 5 del operador de cable "Intracom" y www.radiosanjosedealcudia.cl señal en línea radio y televisión.
- Canal Los Volcanes Televisión, el más antiguo de la comuna y cuenta con una señal la cableoperadora Telefónica del Sur.

### Medios en línea
- www.DiarioRioBueno.cl
- RioBuenoNoticias.cl
- www.noticiasriobueno.com